# کرایس مزریتس
کرایس مزریتس (به لاتین: Kreis Meseritz}} یک ناحیه‌های آلمان در لهستان است که در پادشاهی پروس واقع شده‌است. کرایس مزریتس ۳۵٬۱۵۵ نفر جمعیت دارد.